# 8 mars dans les chemins de fer
8 février 8 avril
Chronologies thématiques
- Croisades
- Sports
- Disney

Cette page concerne les événements qui se sont déroulés un 8 mars dans les chemins de fer.

## Événements

### XIXesiècle
- 1827 : aux États-Unis, charte de création du Baltimore and Ohio Railroad, future première ligne de chemin de fer "polyvalent" (fret et passagers) (mise en service en 1830).

### XXIesiècle
- 2006 en France, Jean-Paul Denanot, président de la région Limousin, annonce la création d'ici l'hiver prochain d'une liaison TGV directe quotidienne entre Brive-la-Gaillarde et Lille, via Limoges et Orléans. Ce TGV a fonctionné du 9 décembre 2007 au 30 mai 2016.